# Neoseiulus exiguus
Neoseiulus exiguus är en spindeldjursart som först beskrevs av van der Merwe 1968.  Neoseiulus exiguus ingår i släktet Neoseiulus och familjen Phytoseiidae. Inga underarter finns listade i Catalogue of Life.